# Hjalmar Riiser-Larsen
Hjalmar Riiser-Larsen (7. června 1890, Oslo, Norsko – 3. června 1965, Kodaň, Dánsko) byl norský letec, polárník, podnikatel a voják.

## Život
Od začátku první světové války byl pilotem u norských námořních vzdušných sil. Jako polární letec se poprvé proslavil v roce 1925, když spolu s Amundsenem, jako jeho pilot, s letadlem Dornier Wal přistál na 88° severní šířky. Oba polárníci strávili 26 dní v ledové pustině, než se jim podařilo za dramatických okolností vzlétnout a vrátit se na Špicberky.
Od té doby se zúčastnil řady arktických expedic. V roce 1926 byl opět s Amundsenem a s Umberto Nobilem na palubě vzducholodi Norge při jejím slavném letu k severu. V roce 1928 se Riiser Larsen opět vrátil na Špicberky, aby se zapojil do úspěšného pátrání po trosečnících z Nobileho vzducholodi Italia a aby následně marně hledal samotného Roalda Amundsena, kterého při pátrací akci pohltilo polární moře.
Po roce 1930 vedl tři norské expedice do Antarktidy, a když se mu podařilo úspěšně zmapovat velkou část Antarktidy, vrátil se do Norska a stal se manažerem letecké společnosti DNL (Det Norske Luftfartsselskap), která se v roce 1946 sloučila s dalšími dvěma leteckými společnostmi v Scandinavian Airlines System.
Tou dobou už byl ale Hjalmar Riiser-Larsen opět u armády – začala druhá světová válka. Po invazi Němců do Norska uprchl do Londýna a pak na čas do Kanady, odkud se vrátil do funkce velícího generála norských vzdušných sil.
Po válce se vrátil ke komerčnímu létání a stal se regionálním manažerem švédské letecké společnosti CEO.[zdroj⁠?!]
Karl L. Kleve z Norského muzea letectví o Riiser-Larsenovi říká: „Když přišel čas letadel a vzducholodí, stal se Riiser-Larsen vůdčí osobností v tomto oboru. Když se myšlenky obchodníků obrátily k myšlence využít létání k vydělávání peněz, vzali si k ruce Riiser-Larsena. Když nadešel čas vybudovat moderní letectvo pro armádu, vzpomněli si na Riiser-Larsena.“

## Vyznamenání
Řády a medaile, které obdržel Hjalmar Raiser-Larsen:
- komtur I. třídy Řádu svatého Olafa – Norsko, 1925
- Králova medaile za zásluhy, Norsko
- Medaile za obranu 1940–1945, Norsko
- Medaile 70. výročí narození krále Haakona VII., Norsko
- Řád britského impéria, Spojené království
- komandér Řádu Vasova, Švédsko
- komandér Legion of Merit, USA
- Bronzová hvězda, USA
- rytíř Řádu čestné legie, Francie
- velkodůstojník Řádu italské koruny, Italské království
- Řád Bílého lva II. třídy, Československo